# Diego IV de Benavides y de la Cueva
Diego IV de Benavides y de la Cueva (Santisteban del Puerto, 18 de febrero de 1607 - Lima, 19 de marzo de 1666), fue un noble, militar, diplomático y escritor español, titulado octavo conde de Santisteban del Puerto y creado primer marqués de Solera en 1637. Fue además, XVI señor de la casa de Bedmar, XIX señor de la casa de Benavides, señor de la casa de la Cueva, de Finelas e Ybros, caudillo mayor del Reino de Jaén, caballero y trece de la Orden de Santiago, gobernador y capitán general de Galicia, Virrey de Navarra y del Perú.

## Biografía
Nació en la villa de Santisteban del Puerto en 1607, siendo hijo de Francisco de Benavides y de la Cueva, séptimo conde de Santisteban del Puerto, y de Brianda de Bazán y Benavides, hija de Álvaro de Bazán, primer marqués de Santa Cruz. Se trasladó a estudiar a Madrid, donde recibió una educación humanística de parte de los jesuitas en el Colegio Imperial de Madrid, y posteriormente a la Universidad de Salamanca, siendo colegial de San Bartolomé.
Luchó en Aragón y Portugal, y obtuvo la encomienda de Monreal por la Orden de Santiago, de la que fue caballero y Trece de la orden. Después de la guerra con Portugal en 1643, fue nombrado capitán general de las Fronteras y más tarde gobernador y capitán general de Galicia. En 1653 fue nombrado Virrey y capitán general de Navarra. Por sus invalorables servicios diplomáticos en la negociación de 1659 (Paz de los Pirineos) y el posterior matrimonio de la princesa María Teresa de Austria con Luis XIV de Francia, el rey Felipe IV de España elevó su señorío de Solera a marquesado, creando el Marquesado de Solera.
Como escritor destacan entre sus obras los Epigramas latinos del humanista giennense D. Diego de Benavides y de la Cueva (Latin epigrams) y Horae succisiuae siue Elucubrationes. Esta última obra es una antología poética recopilada por sus hijos Manuel y Francisco de Benavides que fue publicada en 1660 (segunda edición, 1664).
En 1661 fue nombrado virrey del Perú, llegando a Lima el 31 de diciembre. Durante su administración, se preocupó mucho por la condición de los indígenas, particularmente por su educación y condiciones de trabajo, estableciendo la llamada Ordenanza de Obrajes en 1664.
Enfrentó terremotos y epidemias, y pudo erradicar las disputas mineras de los españoles. Construyó el Hospital de San Bartolomé y también el primer teatro de Lima. Su tercera mujer destacó en el mandato de su marido como una prevaricadora, pues su mayor tarea fue la de vender cargos públicos, así como asistir a fiestas y actos públicos.
Falleció en la ciudad de Lima el 19 de marzo de 1666.

## Matrimonios y descendencia
Contrajo primer matrimonio en 1628 con Antonia Ruiz de Corella y Dávila (m. 1648), VII marquesa de las Navas, IX condesa del Risco, X condesa de Cocentaina, hija de Jerónimo de Corrella, IX conde de Cocentaina, general de artillería del Ejército de Milán, y de Jerónima Dávila Manrique, VI marquesa de las Navas, VIII condesa del Risco y señora del estado de Villafranca. Tuvo por hijos de este matrimonio:
- Pedro Dávila y Corrella, VIII marqués de las Navas, conde del Risco y vizconde de Cocentaina.
- Francisco de Benavides Dávila y Corella, IX conde de Santisteban del Puerto.
- Manuel de Benavides, que murió en Nueva España a los veinte años.
- María de Benavides, que casó en primeras nupcias con Luis Ramón Folch de Aragón, VI duque de Segorbe, y en segundas con Íñigo Melchor Fernández de Velasco, XII Condestable de Castilla, VII duque de Frías, con sucesión de ambos matrimonios.
- Jerónima de Benavides, que casó con Diego Dávila Mesía y Guzmán, III marqués de Leganés, II marqués de Morata; sin sucesión.

Contrajo segundo en 1651 matrimonio con su cuñada Juana Dávila y Corrella (m. 1653), de quien tuvo un hijo que falleció siendo niño. Finalmente, en 1654 contrajo terceras nupcias con Ana de Silva Manrique y de la Cerda, condesa de Nieva, hija de Ruy Gómez de Silva y Mendoza, conde de Galve y primer marqués de la Eliseda, y de su segunda mujer Antonia Manrique de la Cerda. Nacieron tres hijos de este matrimonio:
- Joaquín de Benavides, que falleció siendo niño.
- Teresa de Benavides y Silva, casada en primeras nupcias con su pariente Bernardo Manrique de Silva, III marqués de la Eliseda, de quien no tuvo sucesión; y en segundas nupcias con Pedro Álvarez de la Vega, V conde de Grajal, de quienes nació un niño que murió.
- Josefa de Benavides Silva y Manrique, casada con Juan Manuel Fernández Pacheco, VIII duque de Escalona, de quien tuvo sucesión.

| Predecesor: Guillén Ramón de Moncada | Gobernador de Galicia 1647 - 1652 | Sucesor: Vicente Gonzaga Doria     |
| Predecesor: Diego López Pacheco      | Virrey de Navarra 1653 - 1661     | Sucesor: Antonio Álvarez de Toledo |
| Predecesor: Luis Enríquez de Guzmán  | Virrey del Perú 1661 - 1666       | Sucesor: Bernardo de Iturriaza     |